# William Leonard Hartley
Pour les articles homonymes, voir William Hartley et Hartley.
William Leonard Hartley (12 décembre 1916-4 mai 2003) est un homme politique canadien de la Colombie-Britannique. Il est député provincial néo-démocrate de la circonscription britanno-colombienne de Yale de 1963 à 1966 et de Yale-Lillooet de 1966 à 1975.

## Biographie
Né à Estevan en Saskatchewan, Hartley naît dans une famille de parents originaires d'Angleterre et grandit à Clayburn (en) en Colombie-Britannique. Après s'être établie à Mission, il est président de la North Fraser Co-operative Association et siège au conseil d'administration de la C.U. & C. Health Services.
Candidat sans succès du Parti social démocratique du Canada sur la scène fédérale, il est élu député néo-démocrate sur la scène provinciale. Il siège au cabinet à titre de ministre des Travaux publics de 1972 à 1975. Après la politique, il travaille dans le domaine de l'assurance jusqu'en 1986.
Hartley aide à la fondation de la Co-op Fire and Casualty qui deviendra la Co-operators Assurance et services financiers.